# Arn: Cavalerul templier
Arn: Cavalerul templier (titlu original: Arn - Tempelriddaren) este un film istoric suedez din 2007 regizat de Peter Flinth. Scenariul, scris de Hans Gunnarsson, este bazat pe trilogia omonimă de Jan Guillou despre Arn Magnusson, un cavaler templier suedez fictiv. În rolurile principale joacă actorii Joakim Nätterqvist, Sofia Helin, Stellan Skarsgård, Simon Callow, Vincent Perez, Bibi Andersson, Michael Nyqvist și Milind Soman.

## Prezentare
Scenariul filmului original urmărește acțiunea din primele două volume ale trilogiei. Există și o versiune "internațională" care-l cuprinde alături de continuarea Arn: Cavalerul templier 2 într-un singur film cu o durată de cca. 130 de minute.  
Arn Magnusson  este un membru al puternicei dinastii Folkung din mijlocul secolului al XII-lea. El crește într-o mănăstire care aparține Cistercianilor. El este instruit în trasul cu arcul, echitație și lupta cu sabia de un fost cavaler templier, fratele Guilbert, care locuiește în mănăstire. Arn este ambidextru. Într-o zi, în timp ce colinda pădurile Arn întâlnește trei oameni care încearcă să forțeze o tânără fată să se căsătorească. Când fata îl imploră Arn s-o ajute  doi dintre oameni îl atacă pe Arn, care-i  ucide în legitimă apărare. Deși călugării îi spun lui Arn că nu a făcut nimic greșit, ei pun întrebări fratelui Guilbert despre antrenamentul lui Arn ca luptător. Guilbert răspunde că Arn nu este menit să fie un călugăr, ci este destinat să fie un soldat al lui Dumnezeu. După ce Arn părăsește mănăstirea și se întoarce la familia sa, el este atras în curând în lupta dintre familiile puternice pentru coroana länului Västra Götaland. El îl ajută pe prietenul său   Knut Eriksson să-l  ucidă pe vechiul rege Karl Sverkersson. Acest lucru duce la război între cele două tabere, iar Arn și logodnica sa Cecilia Algotsdotter sunt excomunicați pentru relații pre-maritale (în realitate  un complot pentru a-l răni pe Knut) și sunt condamnați la douăzeci de ani de penitență, Cecilia într-o mănăstire și Arn ca un Cavaler Templier în Țara Sfântă pentru a lupta împotriva sarazinilor.
În timp ce urmărește o bandă de hoți, Arn intră în contact cu inamicul întregii creștinătăți, Saladin, și-i salvează viața. Saladin, pentru a-i mulțumi lui Arn, îl avertizează să stea departe de Ierusalim deoarece va conduce o armată mare pentru a ataca orașul. În timp ce oastea lui Saladin mărșăluiește spre Ierusalim, Arn îl convinge pe Marele Maestru Arnold de Torroj să dea ordinul de a-i întâmpina pe sarazini înainte de a ajunge în oraș, surprinzând cu succes armata lui Saladin într-o trecere muntoasă (ambuscada ia locul bătăliei istorice de la Montgisard din 1177 care este descrisă în roman). Filmul se încheie în timp ce Arn primește o scrisoare prin care Marele Maestru de Torroja îl promite eliberarea în curând din serviciul său în Țara Sfântă și Cecilia îl laudă pe Dumnezeu după ce primește vești privind supraviețuirea lui Arn.

## Distribuție
- Joakim Nätterqvist ca Arn Magnusson
- Sofia Helin ca Cecilia Algotsdotter
- Stellan Skarsgård ca Birger Brosa, unchiul lui Arn
- Vincent Pérez ca Fratele Guilbert
- Simon Callow ca Părintele Henry
- Steven Waddington ca Torroja
- Gustaf Skarsgård ca Regele Canuto I al Suediei (Knut Eriksson)
- Michael Nyqvist ca Magnus Folkesson, tatăl lui Arn
- Bibi Andersson ca Mama Rikissa
- Milind Soman ca Saladin
- Alex Wyndham ca Armand de Gascogne
- Nicolas Boulton ca Gerard de Ridefort
- Thomas W. Gabrielsson ca Emund Ulvbane
- Jakob Cedergren ca Ebbe Sunesson
- Julia Dufvenius ca Helena Sverkersson
- Lina Englund ca Katarina, sora Ceciliei
- Morgan Alling ca Eskil Magnusson, fratele lui Arn
- Fanny Risberg ca Cecilia Blanka
- Anders Baasmo Christiansen - cavalerul templier norvegian Harald Øysteinsson
- Driss Roukhe ca Fakhir
- Mirja Turestedt ca Sigrid